# Pietermaritzburgo
Pietermaritzburgo[cita requerida] es la capital y segunda ciudad más grande la Provincia de KwaZulu-Natal en Sudáfrica. Fue fundada en 1838. Popularmente llamada Maritzburg, y abreviada con la sigla PMB, es sede del campus de la Universidad de KwaZulu-Natal, también produce aluminio así como madera y productos lácteos. Su población es 228.549 habitantes (en 1991) y un total estimado de población en el municipio local de Msunduzi es de unas 600.000 personas (25% de asiáticos y blancos).

## Historia
La ciudad fue originariamente fundada por Voortrekkers, después de la derrota de Dingane en la Batalla del Río Sangriento, y fue la capital de la República Natalia bóer de corta duración. Los británicos tomaron el control de Pietermaritzburg en 1843 y se convirtió en sede de la administración de la Colonia de Natal cuando se asentó su primer teniente gobernador Martin West. Fort Napier, llamada así por el gobernador de la Colonia del Cabo, Sir George Thomas Napier, fue construido para alojar una guarnición. En 1893 Natal recibió la responsabilidad de su autogobierno, siendo construido el edificio de la asamblea junto con el del municipio. En 1910, cuando se formó la Unión Sudafricana, Natal se convirtió en una Provincia de la Unión y Pietermaritzburg continuó siendo su capital.
Fue fundada en 1838 y actualmente está gobernada por la Municipalidad Local de Msunduzi. Su nombre zulú umGungundlovu es el nombre utilizado para la municipalidad del distrito de Umgungundlovu.

## Origen del nombre
Existen dos versiones acerca del origen de su nombre. Una de ellas es que fue llamada así por Piet Retief y Gert Maritz, dos famosos líderes Voortrekker. La otra, es que fue llamada así solo por Piet Retief, puesto que su nombre completo era Pieter Maritz Retief. Retief fue matado por Dingane, sucesor de Shaka, rey de los zulúes. Maritz en realidad murió en batalla con los zulúes en Bloukranz, unos cientos de kilómetros más al norte, por lo que nunca llegó al área de Pietermaritzburg.
Al tiempo del encumbramiento del Imperio zulú, el sitio que se convertiría en Pietermaritzburg fue llamado Umgungundlovu, traducido popularmente del zulú como "el Lugar del Elefante", aunque también pudiera traducirse como "el elefante gana". Se piensa que Umgungundlovu es así el lugar de la victoria de algún rey zulú, ya que "el Elefante" (Indlovu) es un nombre tradicionalmente tomado por el monarca zulú. La leyenda cuenta que Shaka hacía que sus guerreros cazaran elefantes allí, para vender el marfil a los comerciantes ingleses de Durban, entonces llamado Puerto Natal. Hoy todavía la ciudad es llamada por su nombre Voortrekker, aunque la municipalidad lo agrega al nombre zulú (Pietermaritzburg Msunduzi Muncipality).

## La Universidad
La Universidad de Natal fue fundada en 1910 como el Colegio Universitario de Natal y se extendió a Durban en 1922. Los dos campus fueron incorporados a la Universidad de Natal en marzo de 1949. Se convirtió en una voz importante en la lucha contra el apartheid y fue una de las primeras universidades en el país en proporcionar educación a estudiantes negros.[cita requerida] Se convirtió en la Universidad de KwaZulu-Natal el 1 de enero de 2004.

## Mahatma Gandhi
Pietermaritzburg es también famosa por un incidente de los primeros años de la vida de Mahatma Gandhi, en donde lo lanzaron de un tren por viajar en un vagón de primera clase (siendo indio). Este incidente inspiró a Gandhi a iniciar su carrera protestando contra las leyes discriminatorias contra indios en Sudáfrica. Actualmente, una estatua de bronce de Gandhi se erige en la calle Church en el centro de la ciudad.

## Otros acontecimientos históricos
- El primer periódico en Natal, el Natal Witness (ahora conocido como The Witness -el testigo-), fue publicado en 1846.
- Los Jardines Botánicos de 46 hectáreas fueron creados en 1872 por la Sociedad Botánica de Natal.
- El ayuntamiento, que es el edificio de ladrillo rojo más grande en el hemisferio austral, fue destruido por un incendio en 1895, pero fue reconstruido en 1901.
- Los británicos instalaron un campo de concentración aquí durante la segunda guerra bóer para alojar mujeres y niños bóeres.
- En 1962, Nelson Mandela fue detenido en el pueblo cercano de Howick al norte de Pietermaritzburg. Este arresto marcó el inicio de los 27 años de prisión de Nelson Mandela. Un pequeño monumento fue erigido en el lugar de su detención.

## El estatus de capital
Previo al fin del apartheid en 1994, Pietermaritzburg fue la capital de la provincia de Natal. Después de las primeras elecciones postapartheid en Sudáfrica, a consecuencia de las cuales el Partido de la Libertad Inkatha (Inkatha Freedom Party -IFP-) ganó la mayoría en el gobierno de la provincia de KwaZulu-Natal, Pietermaritzburg compartió su estatus de capital de la recién creada provincia de KwaZulu Natal con la ciudad de Ulundi. Pietermaritzburg se convirtió en la capital legislativa de la nueva provincia, mientras que Ulundi se convirtió en la capital administrativa.
El IFP, siendo fuertemente nacionalista zulú, deseó que Ulundi, la capital del Reino zulú en el momento de su caída ante los británicos en la guerra anglo-zulú, fuera la capital postapartheid de la provincia.
Ulundi había sido además la capital del bantustán de KwaZulu, que integra la moderna provincia de KwaZulu Natal. Sin embargo, Ulundi carecía de la infraestructura para ser la sede efectiva de gobierno, y el Congreso Nacional Africano y el Partido Democrático (Democratic Party -DP-), los otros dos partidos políticos fuertes en la provincia, entre otros, pidieron que solo Pietermaritzburg fuera la capital. El debate finalizó cuando el ANC subió al poder en la provincia en 2004 y se nombró Pietermaritzburg la única capital de KwaZulu Natal, lo cual causó una rápida subida de los valores inmobiliarios.

## Clima
| Parámetros climáticos promedio de Pietermaritzburg | Parámetros climáticos promedio de Pietermaritzburg | Parámetros climáticos promedio de Pietermaritzburg | Parámetros climáticos promedio de Pietermaritzburg | Parámetros climáticos promedio de Pietermaritzburg | Parámetros climáticos promedio de Pietermaritzburg | Parámetros climáticos promedio de Pietermaritzburg | Parámetros climáticos promedio de Pietermaritzburg | Parámetros climáticos promedio de Pietermaritzburg | Parámetros climáticos promedio de Pietermaritzburg | Parámetros climáticos promedio de Pietermaritzburg | Parámetros climáticos promedio de Pietermaritzburg | Parámetros climáticos promedio de Pietermaritzburg | Parámetros climáticos promedio de Pietermaritzburg |
| Mes                                                | Ene.                                               | Feb.                                               | Mar.                                               | Abr.                                               | May.                                               | Jun.                                               | Jul.                                               | Ago.                                               | Sep.                                               | Oct.                                               | Nov.                                               | Dic.                                               | Anual                                              |
| -------------------------------------------------- | -------------------------------------------------- | -------------------------------------------------- | -------------------------------------------------- | -------------------------------------------------- | -------------------------------------------------- | -------------------------------------------------- | -------------------------------------------------- | -------------------------------------------------- | -------------------------------------------------- | -------------------------------------------------- | -------------------------------------------------- | -------------------------------------------------- | -------------------------------------------------- |
| Temp. máx. abs. (°C)                               | 41                                                 | 39                                                 | 38                                                 | 37                                                 | 37                                                 | 31                                                 | 32                                                 | 35                                                 | 39                                                 | 40                                                 | 41                                                 | 42                                                 | 42                                                 |
| Temp. máx. media (°C)                              | 28                                                 | 28                                                 | 28                                                 | 26                                                 | 24                                                 | 22                                                 | 23                                                 | 24                                                 | 25                                                 | 25                                                 | 26                                                 | 28                                                 | 26                                                 |
| Temp. mín. media (°C)                              | 18                                                 | 17                                                 | 16                                                 | 12                                                 | 7                                                  | 3                                                  | 3                                                  | 6                                                  | 10                                                 | 13                                                 | 15                                                 | 16                                                 | 11                                                 |
| Temp. mín. abs. (°C)                               | 9                                                  | 10                                                 | 5                                                  | 1                                                  | -1                                                 | -4                                                 | -4                                                 | -3                                                 | -1                                                 | 2                                                  | 5                                                  | 6                                                  | -4                                                 |
| Precipitación total (mm)                           | 155                                                | 121                                                | 113                                                | 44                                                 | 30                                                 | 13                                                 | 2                                                  | 8                                                  | 64                                                 | 74                                                 | 100                                                | 108                                                | 832                                                |
| Días de precipitaciones (≥ 1 mm)                   | 22                                                 | 16                                                 | 15                                                 | 6                                                  | 5                                                  | 3                                                  | 1                                                  | 2                                                  | 10                                                 | 12                                                 | 15                                                 | 16                                                 | 123                                                |
| Fuente: South African Weather Service              |                                                    |                                                    |                                                    |                                                    |                                                    |                                                    |                                                    |                                                    |                                                    |                                                    |                                                    |                                                    |                                                    |

## Deporte
- La ciudad tiene su propio club en la Liga de primera división de fútbol: Maritzburg United.
- En enero hay una competencia anual de canotaje, la Maratón de Dusi, de Pietermaritzburg a Durban. La ruta sigue el río Msunduzi (o Dusi en su nombre anglicanizado), hasta su desembocadura en el río Mgeni o Mngeni (anglicanizado como Umgeni), a través del Valle de Mil Colinas y la represa Inanda y hasta la desembocadura del río Mgeni.
- La Maratón de Camaradas también entre Pietermaritzburg y Durban se realiza anualmente en junio. Se corre desde 1921 y atrae a miles de participantes. La largada de la carrera alterna entre las dos ciudades.
- La Midmar Mile es uno de los acontecimientos de natación en aguas abiertas más grande en el mundo; se realiza en la represa Midmar al norte de Pietermaritzburg en febrero de cada año, y atrae a más de 16.000 nadadores de todo el mundo.
- Fue sede de hospedaje de la selección de fútbol de Paraguay durante la Copa Mundial de Fútbol que se realizó en el país a mediados de 2010.